# Rhopalodes patrata
Rhopalodes patrata là một loài bướm đêm trong họ Geometridae.